# Luis Vicentini
Luis Vicentini Gamba (Chillán, Chile, 24 de marzo de 1902 - Santiago de Chile, 31 de octubre de 1938) fue un boxeador y actor chileno, considerado figura de la época de oro del boxeo nacional.

## Biografía
Nació en la ciudad de Chillán, Chile el 24 de marzo de 1902. Hijo de inmigrantes italianos, hizo sus primeras peleas en el boxeo en el club "Raab Recoleta" de Santiago. Fue campeón en la categoría de  aficionados en el peso Wélter, destacando desde temprano por su mortífero golpe de derecha, que lo llevó a ser apodado "El escultor de mentones". 
En sus primeros años como profesional (1921-1924) obtuvo catorce triunfos y dos derrotas. El 4 de noviembre de 1922, se consagró campeón de Chile al vencer a Humberto Plane por nocaut en el Hippodrome Circo. Ese mismo año, fue campeón sudamericano al derrotar a Manuel Sánchez también por K.O. al 7° asalto, defendiendo su título frente al uruguayo Julio César Fernández, al que derrotó en 1923, después de 15 asaltos. Posteriormente vence a Santiago Mosca, con lo que dio por terminada su primera campaña en Chile, embarcándose rumbo a Estados Unidos el mismo año, abandonando su título de campeón sudamericano, con lo que se proclamó campeón al uruguayo Fernández.
Entre 1923 y 1925, de manera paralela a su carrera deportiva, también se dedica a la actuación, participando en las películas Traición, Hombres de esta tierra y Diablo Fuerte, todas ellas dirigidas por Carlos Borcosque.
La campaña de Vicentini en Norteamérica fue brillante, debutando en el Madison Square Garden con triunfos contundentes sobre Barney Kelley, Jimmy Carrol y Herb Sonnenson, convirtiéndose en el ídolo de las comunidades chilenas e italianas de Nueva York. En 1924 vence por puntos a Pal Moran, y posteriormente se enfrenta a Johnny Dundee, en combate a 12 asaltos, con un polémico triunfo de Dundee por puntos, en una decisión pifiada por el público.
El 14 de julio de 1924 Vicentini sube al ring para enfrentarse a Rocco Tozzo, conocido como Rocky Kansas, quien a la postre fuera campeón mundial en su categoría. En éste combate realizado en el Queensboro Stadium, Long Island City, Nueva York, Vicentini noqueó a Kansas, al 11° asalto mediante un potente golpe.
Después de otros triunfos y derrotas en Norteamérica, en 1926 Vicentini vuelve a Sudamérica. En Buenos Aires combate con Morocoa, Rayo y Justo Suárez, con los que pierde sus combates. El 26 de octubre de 1930, en los Campos de Deportes de Ñuñoa, se efectúa su legendaria pelea con Estanislao Loayza, el Tani, ante cerca de 100.000 espectadores, en la que se ha llamado la pelea más importante de la historia del Boxeo Chileno. En ella, Loayza noqueó a Vicentini en el 10° asalto, con lo que la carrera del ídolo chileno comenzó su debacle final.
Después de éste histórico combate, Vicentini volvió a enfrentar a Loayza, siendo derrotado nuevamente.
Su última pelea la dio con Carlos Uzabeaga en el Teatro Reina Victoria de Santiago, Chile, el 10 de octubre de 1932, pelea que perdió por K.O. Esto significó el retiro de Vicentini, quien nunca pudo superar sus derrotas. Después de una agitada vida, y a consecuencia de una cirrosis hepática, Luis Vicentini fallece en el Hospital San Vicente de Santiago, el 31 de octubre de 1938, a los 36 años de edad.
Sus restos reposan en el Cementerio General de Santiago. Actualmente, como homenaje, una calle del Barrio Santa Elvira de Chillán, fue bautizada con su nombre.

## Carrera[4]
| Fecha    | Oponente          | Lugar           | Resultado | Resultado Por | Round | G-P-E-NC |
| -------- | ----------------- | --------------- | --------- | ------------- | ----- | -------- |
| 1/2/1921 | Luis Guzmán       | Santiago, Chile | G         | KO            | 2     | 2-0-0    |
| 1/1/1921 | Casimiro Arellano | Santiago, Chile | G         | KO            | 1     | 1-0-0    |